# Cuivré écarlate
Lycaena hippothoe
Espèce
Le Cuivré écarlate ou Argus satiné changeant (Lycaena hippothoe) est une espèce paléarctique de lépidoptères 
(papillons) de la famille des Lycaenidae et de la sous-famille des Lycaeninae.

## Description
Le Cuivré écarlate est un petit papillon présentant un léger dimorphisme sexuel.  Le mâle est de couleur cuivre bordé de marron, avec des reflets violets pour la sous-espèce Lycaena hippothoe hippothoe. Les ailes antérieures de la femelle sont orange ornées de deux lignes, une submarginale et une postdiscale de points noirs ovales. Les ailes postérieures sont marron bordées d'une ligne submarginale de lunules orange.
Le revers de l'aile antérieure est orange orné de points noirs cerclés de blanc et l'aile postérieure est beige grisé avec une bande submarginale orange bordée de petits points noirs.

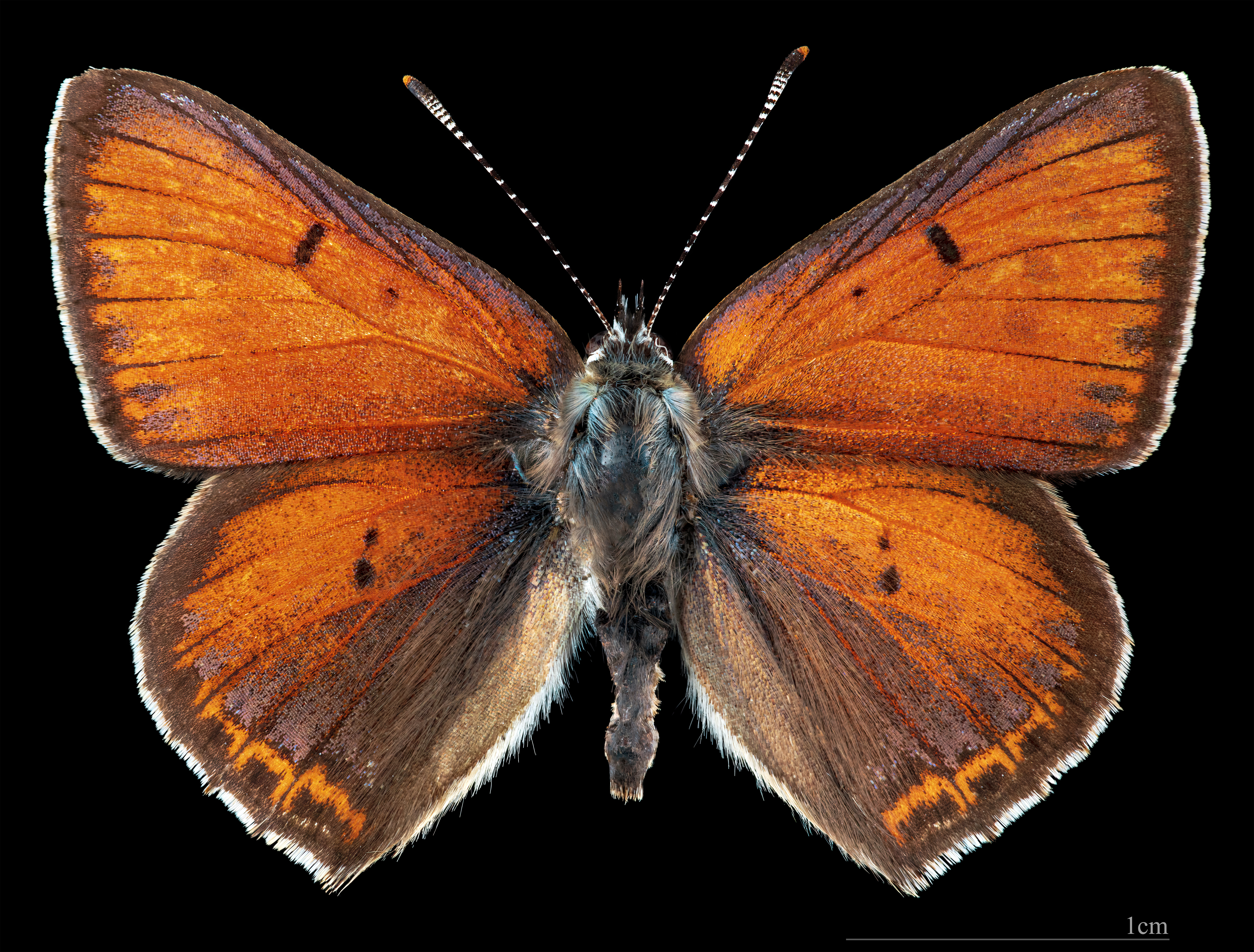
Lycaena hippothoe ♂  MHNT
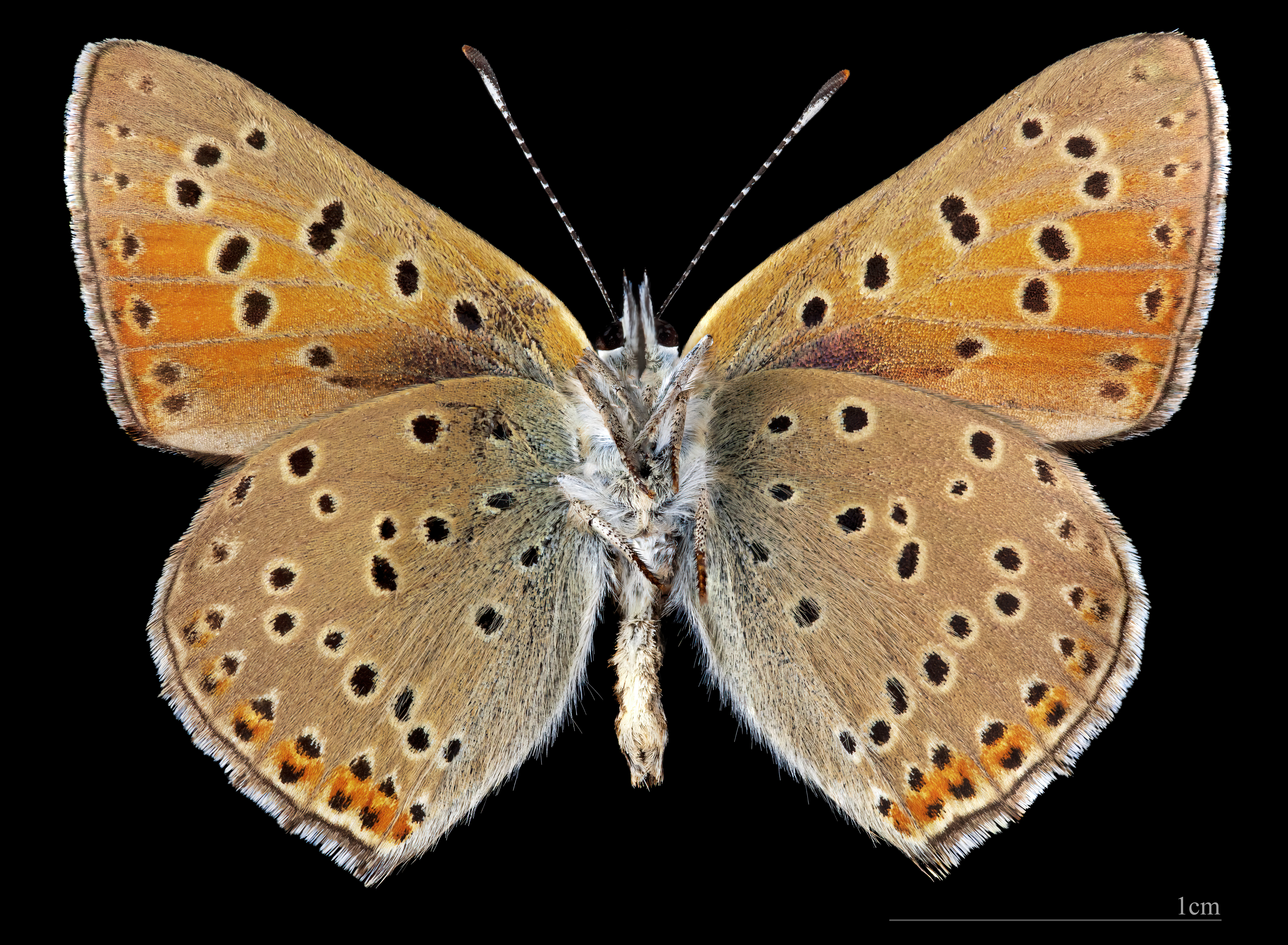
Lycaena hippothoe ♂   △

### Espèces proches ou ressemblantes
Dans son aire de répartition, le Cuivré commun (Lycaena phlaeas) et le Cuivré mauvin (Lycaena alciphron).

## Biologie

### Période de vol et hivernation
Il vole en une génération en juin juillet dans le nord et l'est de l'Europe, en deux générations en mai puis juillet août au sud de l'Europe.
Il hiverne à l'état de jeune chenille.

### Plantes hôtes
Ses plantes-hôtes sont Polygonum bistorta, Rumex acetosa et d'autres Rumex (Rumex hydrolapathum, Rumex confertus) en Russie,.

## Écologie et distribution

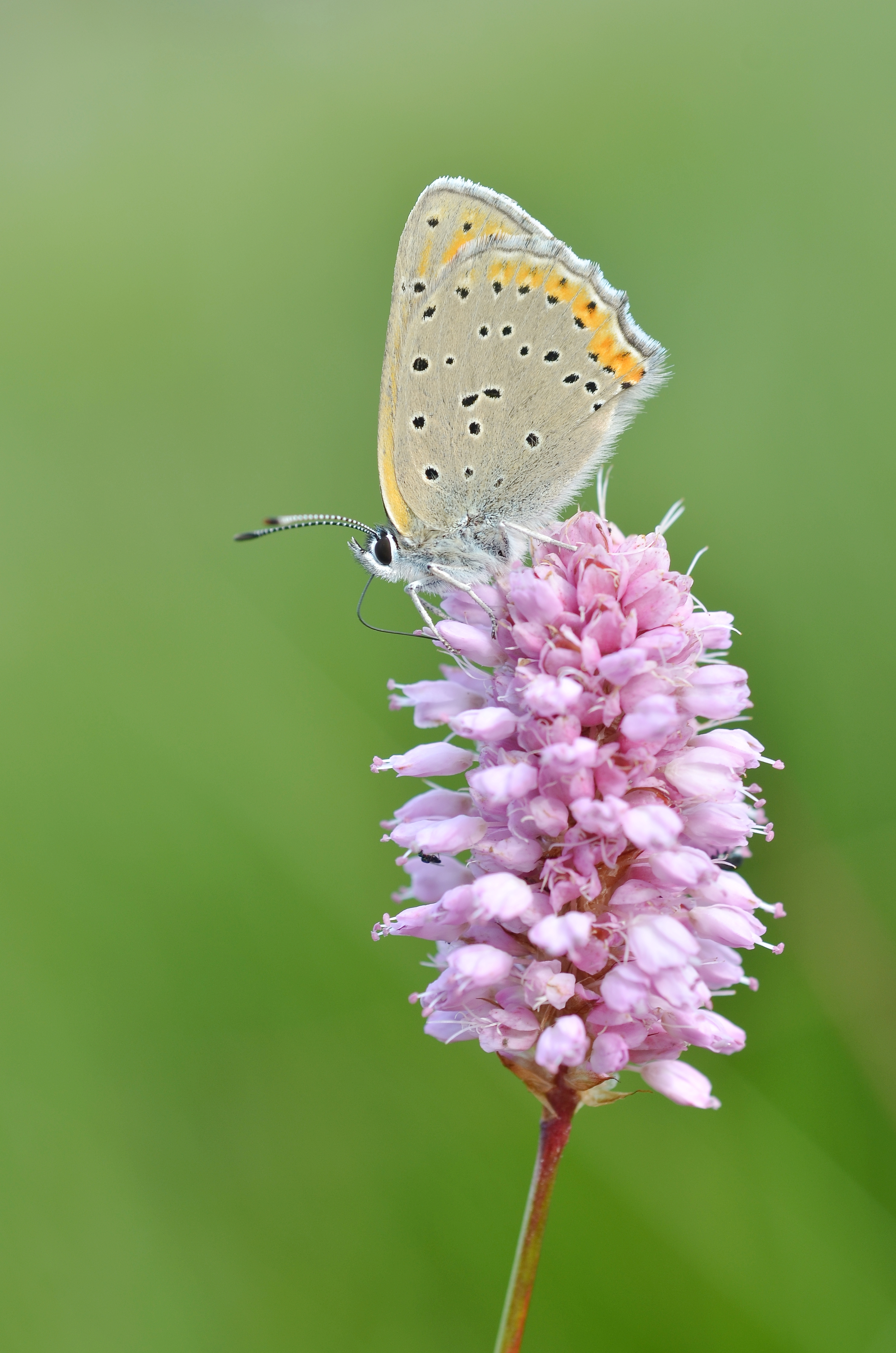
Face inférieure.

Le Cuivré écarlate est présent dans le nord de l'Espagne et dans le centre de la France sous forme de deux isolats puis dans tout l'est de l'Europe à partir des Alpes et jusqu'au 62° N (mais absent du sud), puis en Russie, en Sibérie et jusqu'à la région du fleuve Amour,.
En France il est présent dans les Pyrénées, puis tout l'est à partir du Massif Central et des Ardennes et tout particulièrement dans le Jura et les Alpes.

### Biotope
C'est un lépidoptère des prairies humides.

## Systématique
L'espèce Lycaena hippothoe a été décrite par Carl von Linné en 1761.
Synonymes : 
- Palaeochrysophanus hippothoe (Linnaeus, 1761)
- Chrysophanus eurydame Hoffmansegg, 1806
- Papilio eurybia Ochsenheimer, 1808
- Polyommatus stiberi Gerhard, 1853[4]

### Sous-espèces
- Lycaena hippothoe hippothoe présent en Europe et dans l'ouest de la Sibérie.
- Lycaena hippothoe amurensis (Staudinger, 1892)
- Lycaena hippothoe eurybia (Ochsenheimer, 1808) dans l'Altaï
- Lycaena hippothoe eurydame (Hoffmannsegg, 1806) dans les  Alpes
- Lycaena hippothoe sumadiensis
- Lycaena hippothoe stiberi (Gerhard, 1853)  dans le nord de la Scandinavie et de l'Oural[2].
- Lycaena hippothoe mirus dans les Pyrénées
- Lycaena hippothoe valderiana dans les Alpes maritimes

## Noms vernaculaires
- en français : le Cuivré écarlate, l'Argus satiné changeant
- en anglais : Purple-edged Copper
- en espagnol : Manto de Cobre
- en allemand : Lilagold-Feuerfalter, Lilagoldfalter ou Kleiner Ampferfeuerfalter

## Protection
L'espèce n'a pas de statut de protection particulier.[réf. nécessaire]